# Daniel-Léon Archimbaud
Pour les articles homonymes, voir Archimbaud.
Daniel-Léon Archimbaud, né le 29 avril 1856 à Die (Drôme) et mort le 26 avril 1924 à Poyols (Drôme), est un homme politique français.

## Biographie
Autrefois receveur buraliste puis marchand de bois, il entre en politique par hasard. Son fils, Léon Archimbaud, se présente à une élection partielle comme député de la Drôme en 1907, et est élu, mais celui-ci est invalidé et déclaré inéligible car il n'a pas complètement rempli ses obligations militaires. Le père se présente alors à l'élection et devient député de la Drôme de 1908 à 1910, ne s'inscrivant à aucun groupe. Il est battu en 1910 et quitte la vie politique.

## Sources
- « Daniel-Léon Archimbaud », dans le Dictionnaire des parlementaires français (1889-1940), sous la direction de Jean Jolly, PUF, 1960 [détail de l’édition]
- Patrick Cabanel, « Charles Émile Achard », in Patrick Cabanel et André Encrevé (dir.), Dictionnaire biographique des protestants français de 1787 à nos jours, tome 1 : A-C, Les Éditions de Paris Max Chaleil, Paris, 2015, p. 82  (ISBN 978-2846211901)